# Stamnodes triangularia
Stamnodes triangularia is een vlinder uit de familie van de spanners (Geometridae). De wetenschappelijke naam van de soort is voor het eerst geldig gepubliceerd in 1891 door Bartlett-Calvert.